# قلعه محمد زمان
قلعه محمد زمان مربوط به دوران‌های تاریخی پس از اسلام است و در شهرستان کهگیلویه، روستای چنگلوا واقع شده و این اثر در تاریخ ۷ مهر ۱۳۸۱ با شمارهٔ ثبت ۶۲۹۳ به‌عنوان یکی از آثار ملی ایران به ثبت رسیده است.